# Montalcino
Montalcino – miejscowość i gmina we Włoszech, w 
regionie Toskania, w prowincji Siena.
Według danych na rok 2004 gminę zamieszkuje 5115 osób, 21 os./km².
W Montalcino urodził się włoski architekt barokowy Giovan Battista Contini.

## Zabytki i atrakcje turystyczne
- XIV-wieczna forteca rozbudowana w 1571[1] przez Cosima I de'Medici. Wewnątrz przechowywany jest sztandar bitewny Sieny, który znalazł się tutaj wraz z grupą uciekinierów z tego miasta po zajęciu go przez wojska Florencji (Wielkie Księstwo Toskanii) w 1555 roku ;
- XIX-wieczna katedra zbudowana w miejscu romańskiego kościoła w latach 1818–1832 przez Agostina Fantasticiego[1];
- klasztor Sant'Agostino[1] z XIV-wiecznym kościołem;
- Muzeum Sztuki Sakralnej (Museo Civico a Diocesano d'Arte Sacra)